# Giacomo Orsini
Giacomo Orsini (* um 1350 in Rom; † 13. August 1379 in Vicovaro) war ein italienischer Kardinal der Römischen Kirche.

## Leben
Er war der zweite Sohn des Grafen von Tagliacozzo Orso Orsini und dessen Ehefrau Isabella Savelli. Der weitverzweigten Familie der Orsini entstammten die Päpste Nikolaus III. und Benedikt XIII. sowie eine Reihe von Kardinälen.
Nach dem frühen Tod des Vaters 1360 wurde er zusammen mit seinen Brüdern Rinaldo und Giovanni Gesamterbe aller Güter. Da die drei Brüder noch minderjährig waren, wurde die Verwaltung der Mutter übertragen, unter der Aufsicht ihres Onkels, des Kardinals Rinaldo Orsini. Im Jahr 1367 wurde er zum Apostolischen Protonotar ernannt.
Giacomo Orsini erwarb einen Doktorgrad im Kanonischen Recht. Er begleitete Papst Gregor XI. bei dessen Übersiedlung von Avignon nach Rom.
Im Konsistorium vom 30. Mai 1371 wurde Giacomo Orsini zum Kardinaldiakon mit der Titeldiakonie San Giorgio in Velabro erhoben. Als Legat in Siena wird er 1376 erwähnt. Er nahm am Konklave im April 1378 teil, das in die Wahl Urbans VI. mündete, er krönte den neugewählten Papst im April 1378. Als nach der Wahl Urbans in Rom Unruhen ausbrachen, flüchtete Giacomo Orsini nach Vicovaro. Er war Teilnehmer am Konklave vom September 1378 mit der Wahl des Gegenpapstes Clemens VII., die zum großen abendländischen Schisma führte, enthielt sich aber der Stimme. Danach wechselte er zur Loyalität gegenüber dem avignonesischen Papsttum. Er zog sich nach Capistrello zurück, wo er bis zu seinem Tode blieb.
Bestattet wurde er in der Kapelle San Giacomo Maggiore in Vicovaro.